# تقي كندي (تشالدران)
تقي كندي (بالفارسية: تقی‌کندی) هي قرية تقع في أذربيجان الغربية في إيران. يقدر عدد سكانها بـ 172 نسمة .